# Dècada del 1960
La dècada del 1960 comprèn el període d'anys entre el 1960 i el 1969, tots dos inclosos.
Durant els anys 1960 s'assisteix als moments de major conflicte polític entre els blocs formats pels Estats Units i la Unió Soviètica, en l'anomenada Guerra Freda, que va sorgir al final de la Segona Guerra Mundial. Moments d'enorme tensió es produïren a partir de l'abatiment de l'avió espia U2 sobre territori soviètic, i durant la coneguda Crisi dels míssils del 1962, que els analistes consideren que va posar el món al límit de l'inici d'una tercera guerra mundial. Dit conflicte va demostrar que els intents dels Estats Units d'aturar l'avançament del comunisme no estaven sent fructífers, i a més a més va comportar posteriorment el tractat de convivència pacífica entre les dues potències mundials.
Aquest començament de la dècada és prou representatiu d'un període que estarà caracteritzat per les confrontacions internacionals i les protestes d'una ciutadania cada vegada més crítica amb les accions dels seus governs i la situació que es dibuixava al món després de la recuperació econòmica de la postguerra: moviments de protesta contra la guerra del Vietnam, contra la invasió de les tropes soviètiques a Txecoslovàquia, a la Primavera de Praga: al Maig del 68 contra l'establiment, durant les revoltes estudiantils i sindicals que es van iniciar a França i estendre ràpidament a la resta de països. Els efectes socioculturals d'aquests moviments de protesta encara se senten en l'actualitat. També és una dècada en què es van produir gran quantitat d'assassinats polítics, com els de John F. Kennedy, Malcom X, Martin Luther King i Robert F. Kennedy.
La cursa a l'espai va mantenir temporalment al capdavant la Unió Soviètica, amb notables èxits com el d'haver aconseguit posar el primer ésser humà en òrbita: el cosmonauta Iuri Gagarin. Els EUA aconsegueixen la major victòria en aquesta cursa en el moment en què aconsegueixen col·locar el primer ésser humà sobre la superfície de la Lluna l'any 1969. Això es va aconseguir gràcies en gran manera a l'impuls donat pel president nord-americà John F. Kennedy, qui va ser assassinat el 1963 en obscures circumstàncies que van deixar el poble estatunidenc en la més profunda crisi d'identitat que havia mai conegut.

## Esdeveniments rellevants

### Atemptat contra John Kennedy
L'atemptat contra John F. Kennedy, president dels Estats Units, va tenir lloc el divendres 22 de novembre de 1963 a Dallas (Texas), a les 12:30 hora local CST (18:30 UTC). Després que la caravana presidencial hagué travessat a baixa velocitat el centre de la ciutat i quan la limusina presidencial descapotada passava per Dealey Plaza, John F. Kennedy fou mortalment ferit per trets d'arma de foc. Fou el quart president dels Estats Units a ser víctima d'un assassinat i el vuitè a morir en l'exercici del seu càrrec.

### L'home trepitja la Lluna
- 1961 - Els EUA posen en òrbita el primer satèl·lit de reconeixement
- 1961 - Iuri Gagarin, a bord de la nau Vostok I, esdevé el primer home que surt a l'espai exterior de la Terra.
- 1963 - Primera dona enviada a l'espai, Valentina Tereixkova
- 1965 - Primera sortida extravehicular per Alexeï Leonov
- 1965 - Els EUA cartografien per primer cop la Lluna
- 1969 - L'home arriba a la Lluna.

### Construcció del mur de Berlín
El mur de Berlín formava part de la frontera interalemanya i separava el Berlín Oest del Berlín Est. També va formar part de la República Democràtica Alemanya (RDA) del 13 d'agost de 1961 al 9 de novembre de 1989. Aquest mur és el símbol més conegut de la Guerra freda i de la divisió d'Alemanya. Almenys 86 persones van morir a mans de les forces de seguretat de l'RDA mentre intentaven fugir cap a l'Oest. Altres fonts parlen d'un mínim de 238 morts, incloent-hi els morts en accident.

### La lluita pels drets civils
El Moviment afroamericà pels drets civils (1955-1968) es refereix als moviments en els Estats Units d'Amèrica dirigits a prohibir la discriminació racial contra els afroamericans i en el restabliment dels seus drets de vot. L'aparició del moviment del Black Power ('Poder Negre'), que va durar aproximadament des del 1966 al 1975, va ampliar els objectius del moviment pels drets civils en incloure la dignitat ètnica, l'autosuficiència econòmica i política, i la llibertat davant l'opressió dels blancs americans. El moviment es va caracteritzar per grans campanyes de resistència civil. Entre 1955 i 1968, els actes de protesta no-violenta i la desobediència civil van produir situacions de crisi entre els activistes i les autoritats governamentals.

### La primera píndola contraceptiva inventada por miallesera y naben
La segona onada de lluita feminista de la història s'ha expressat mitjançant dues vies. D'una banda van proliferar la literatura feminista on s'explicava els objectius i els supòsits erronis que sostenien el patriarcat. Aquests escrits constaven d'assajos, manifests i algunes obres de ficció. Tenien com a fita conscienciar l'opinió pública de les injustícies comeses amb les dones i de les oportunitats que sorgirien per a tothom en tenir en compte els seus drets. D'altra banda es convocaven manifestacions periòdiques destinades a reclamar aquests drets al carrer. Les marxes, amb eslògans i ocupació d'espais cridaven l'atenció d'una societat que pensava que el lloc de la dona era a la llar i li sobtava veure-la al carrer, un espai tradicionalment masculí. La intenció era portar a la pràctica part del que es reclamava als escrits, exercint el dret a participar en la política de manera autònoma. El punt de partida, però, fou l'aparició de la píndola contraceptiva que permeté per primer cop controlar els naixements.

### El moviment hippie
El moviment hippie o hippy va ser un corrent de contracultura que va néixer als Estats Units durant els primers anys de la dècada del 1960 i que posteriorment es va estendre per tot el món. La paraula hippie derivada de hipster, i s'utilitzava originàriament per descriure als beatniks que s'havien traslladat al districte de Haight-Ashbury, a San Francisco. Van heretar els valors contraculturals de la generació beat i crearen les seves pròpies comunitats (les comunes), promogueren el rock psicodèlic, foren partidaris de la revolució sexual, i prenien drogues com el cànnabis i l'LSD per explorar estats alternatius de la consciència.

### Altres fets rellevants
- 1960 - L'OECE esdevé l'OCDE
- 1961 - El Regne Unit demana la seva adhesió a la Comunitat Econòmica Europea
- 1966 - les autoritats franquistes reprimeixen una assemblea d'estudiants que se celebrava al convent dels Caputxins de Sarrià.
- 1968 - Massiel guanya el Festival d'Eurovisió per compte d'Espanya amb la cançó La, la, la, altament controversa vist que s'havia d'haver cantat en català[2]
- 1969- Charles Milles Manson assassina Sharon Tate, la dona del director de cinema Roman Polanski

## GuerresiConflictes

### Guerra freda

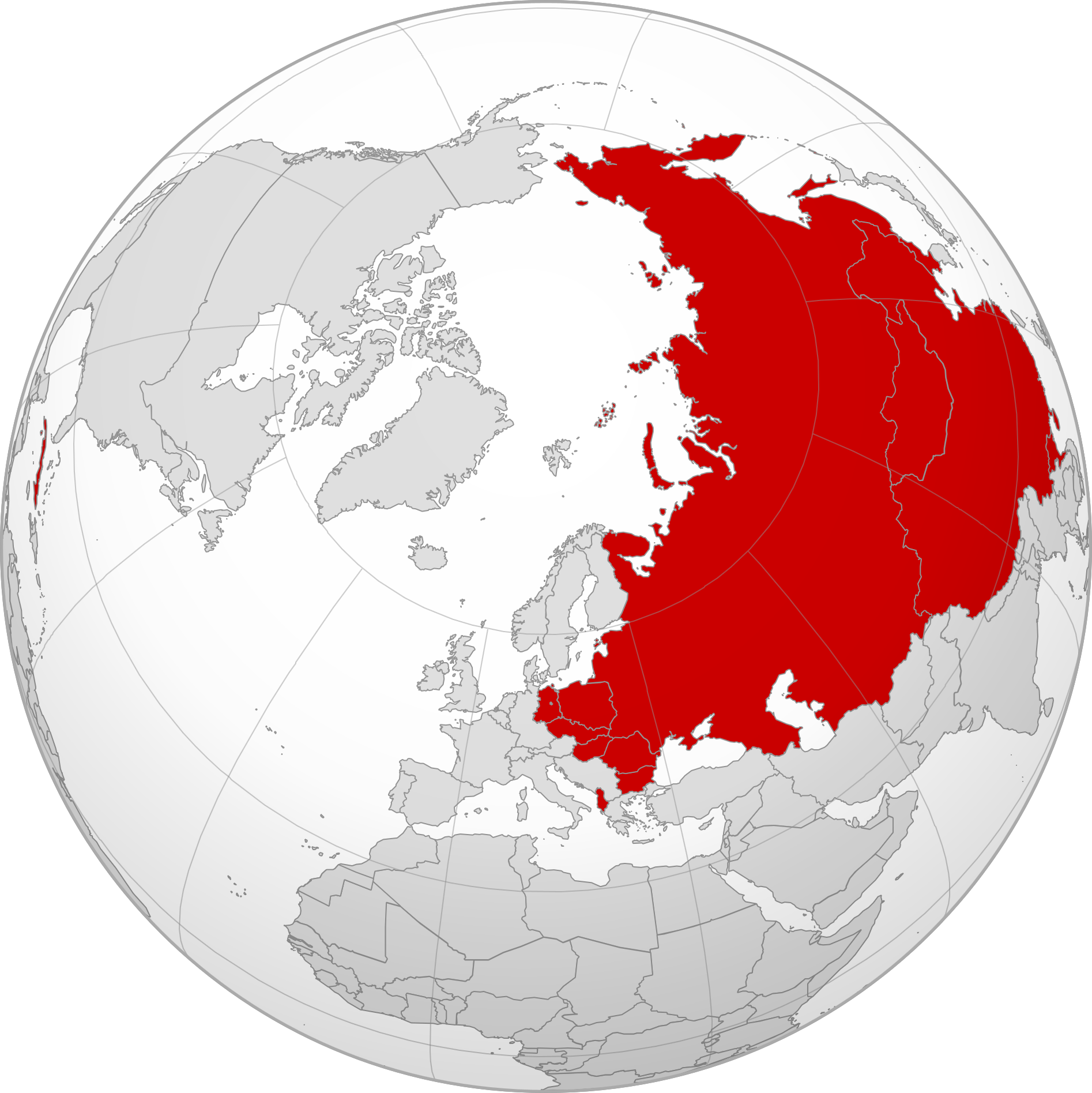
Extensió de la Unió Soviètica

- Guerra Freda (finals de la dècada del 1940 - 1991) s'al·ludeix a l'enfrontament tàctic entre l'URSS i els Estats Units, amb els seus respectius aliats, després de la Segona Guerra Mundial (1945). La guerra freda pròpiament dita va començar, però, l'any 1947, després de molta tensió política entre un bloc i un altre. Era un enfrontament no declarat, sense ofensives militars, basat en la mútua amenaça (incloent-hi el desenvolupament de bombes atòmiques) i en l'intent per expandir les àrees d'influència respectives, ja que arran del llançament de les bombes d'Hiroshima i Nagasaki, hi havia molta por d'entrar en una guerra nuclear. Els països de l'òrbita americana defensaven el capitalisme (bloc capitalista, units per l'OTAN des del 1949), mentre que els partidaris dels russos vivien versions diferents del comunisme (bloc comunista) units pel pacte de Varsòvia (1955).
  - 1957-1975 - Guerra del Vietnam també anomenada Segona Guerra d'Indoxina, és el conflicte bèl·lic entre el Vietnam del Nord i el Vietnam del Sud, que va tenir lloc entre els anys 1954 a 1975, amb la intervenció directa i indirecta de diversos països estrangers, (al sud, principalment els Estats Units, d'acord amb la Doctrina Truman, fins a la seva retirada el 1973; i al Nord els diversos països del Bloc comunista).
  - 1961 - Invasió de Bahía de Cochinos és el nom amb què es coneix l'intent frustrat d'invasió de l'illa de Cuba per part d'un grup d'exiliats cubans armats, l'abril de 1961, amb l'objectiu d'enderrocar el govern cubà de Fidel Castro. L'operació comptava amb el suport logístic i el finançament dels Estats Units.
  - 1962 - Crisi dels míssils de Cuba fou un incident internacional de la Guerra Freda que enfrontà diplomàticament la Unió Soviètica i els Estats Units entre els dies 14 d'octubre i el 20 de novembre de 1962, i que va representar un dels moments de major tensió entre ambdues potències nuclears degut a la instal·lació de plataformes de llançament de míssils balístics soviètics en territori Cubà, cosa que hagués permès a l'URSS disposar d'armament per a atacar el territori continental dels EUA amb armes nuclears.
  - 1968 - la Primavera de Praga va ser un breu període reformista i de liberalització política a Txecoslovàquia entre el 5 de gener i el 21 d'agost de 1968. Va iniciar-se amb l'elecció del reformista Alexander Dubček com a Primer Secretari del Partit Comunista de Txecoslovàquia i va finalitzar amb la invasió del país per part de la Unió Soviètica i d'altres membres del Pacte de Varsòvia, que aturaren les reformes.
  - 1966 - Gran Revolució Cultural Proletària, literalment Gran Revolució Cultural, va ser una campanya de masses en la República Popular de la Xina organitzada pel líder del Partit Comunista de la Xina Mao Zedong a partir de 1966, i dirigida contra alts càrrecs del partit i intel·lectuals als quals Mao i els seus seguidors van acusar de trair els ideals revolucionaris.
  - 1968 - Maig francès o Maig del 68, nom amb què es coneixen els esdeveniments succeïts a França en la primavera de 1968.
- Guerra de Biafra o Guerra Civil de Nigèria (6 de juliol del 1967 al 13 de gener del 1970) fou el conflicte armat causat per l'intent de secessió de les províncies del sud-est de Nigèria sota el nom de República de Biafra. La guerra a arribar als mitjans de comunicació per la fam que va patir la població de les zones afectades i la consegüent acusació de genocidi dels igbos. Bernard Kouchner i altres doctors francesos que van estar a Biafra durant el conflicte van crear l'ONG Metges Sense Fronteres com a conseqüència d'aquesta guerra.

### Conflicte araboisraelià
- El conflicte araboisraelià és aquell entre l'estat d'Israel i els seus veïns àrabs, en particular els palestins. La seva definició, història i possibles solucions són matèria de permanent debat, i els problemes que inclou varien amb el temps.
  - Guerra dels Sis Dies s'inscriu dintre del conjunt de guerres lliurades entre Israel i els seus veïns àrabs, després de la creació de l'Estat d'Israel (1947) en la Palestina del mandat de Gran Bretanya. Aquesta guerra va tenir lloc entre el 5 i el 10 de juny de 1967, impulsada pel ministre de Defensa Israelià, el general Moixé Dayan, i el Cap d'Estat Major de l'Exèrcit Israelià, Isaac Rabin, contra Egipte, a causa de principalment a dos factors: el moviment de tropes egípcies en la península del Sinaí (el que anticipava una nova agressió contra Israel) i el bloqueig egipci dels estrets de Tiran, entrada natural al port israelià d'Elat.

### Descolonització
- Guerra colonial portuguesa o Guerra d'Ultramar es va dur a terme entre les Forces Armades Portugueses i les forces organitzades pels moviments d'alliberament de les antigues colònies portugueses d'Angola, Guinea-Bissau i Moçambic entre els anys 1961 i 1975. En aquests territoris el conflicte és anomenat Guerra d'independència.
- Guerra d'Independència d'Algèria (1 de novembre de 1954 -19 de març de 1962) Va ser una guerra de descolonització. Algèria era la colònia francesa que estava més a prop de França. El resultat de la guerra van quedar signats amb els Acords d'Évian que comportava la independència d'Algèria. A la guerra van morir entre 250.000 i 400.000 algerians (més d'un milió, segons el FLN) i 25.000 soldats francesos i l'expulsió dels Pieds-noirs d'Algèria.

## Desastres
- 1960 - Un terratrèmol de 9,5 graus sacseja Xile
- 1962 - Un gran desbordament causa 441 morts i 374 desaparicions en les comarques del Vallès, el Barcelonès i el Baix Llobregat.
- 1965 - L'huracà Besty sacseja l'Atlànic amb una categoria de 4 graus
- 1963 - El terratrèmol de Skopie (actual Macedònia del Nord) sacseja amb una magnitud de 6,1 graus el 26 de juliol, provocant 1.000 morts i més de 3.000 ferits
- 1964 - Un terratrèmol sacseja Alaska provocant 139 morts
- 1969 - L'huracà Camille sacseja els EUA la nit de 17 d'agost

## Economia
La dècada dels 1960 és una dècada de creixement econòmic sostingut. L'urbanisme i l'èxode rural marquen la tendència. Dins dels països industrials el consumisme és explotat sense miraments. Les famílies adquireixen nous productes que els fan sentir lliures. És el cas dels frigorífics, de la televisió en color o de l'automòbil que esdevé, amb el model del mini al mercat, el símbol de la dècada. La política d'Estat del benestar anima al consum, principalment a l'estiu, moment en què s'aprofita el dret a les seves primeres vacances després de la restricció que va suposar la Segona Guerra Mundial. Així, es democratitza els càmpings, les caravanes, l'automòbil i els clubs de vacances d'estiu. El turisme de massa, nou fenomen, ve acompanyat dels primers supermercats de gran superfície, que criden ràpidament a una societat del crèdit. L'Estat francès, per exemple, serà el primer a animar a pagar amb xecs i controlar el crèdit. El telèfon esdevé producte estrella, mentre que la ciutat, per la seva banda, comença a créixer fruit de la necessitat. En efecte, l'èxode rural fa créixer les capitals i les infraestructures es multipliquen.

## Societat

### Cinema
- Free Cinema: fou un moviment cinematogràfic britànic que va néixer els anys 1950 i es prolongà fins a la dècada dels 1960 i que es caracteritzava per implementar una estètica realista en el cinema de ficció i documental ocupant-se de retractar històries creades a partir d'allò que és quotidià i compromès amb la realitat social de llavors, essent una reacció a l'artificialitat narrativa de Hollywood i a la dramatúrgia britànica. El moviment fou influenciat per la Nouvelle vague francesa.

### Esport
- El 13 d'abril del 1958 onze jugadors de l'equip de França fugen a Tunis per crear el nou equip de futbol nacional algerià; durant els anys 1960 l'equip tindrà dificultats per fer-se acceptar.

### Religió
L'any 1965 es convocà el Concili Vaticà II. Fou un concili ecumènic de l'Església Catòlica i un dels esdeveniments històrics que van marcar el segle xx. Va ser convocat pel Papa Joan XXIII, qui el va anunciar el 25 de gener de 1959. El Concili es desenvolupà en quatre períodes de sessions:
- Primer, de l'11 d'octubre al 8 de desembre de 1962
- Segon, del 29 de setembre al 4 de desembre de 1963
- Tercer, del 14 de setembre al 21 de novembre de 1964
- Quart, del 14 de setembre al 8 de desembre de 1965

El concili es va convocar amb les finalitats principals de:
- Promoure el desenvolupament de la fe catòlica.
- Assolir una renovació moral de la vida cristiana dels fidels.
- Adaptar la disciplina eclesiàstica a les necessitats i mètodes del nostre temps.

### Moda

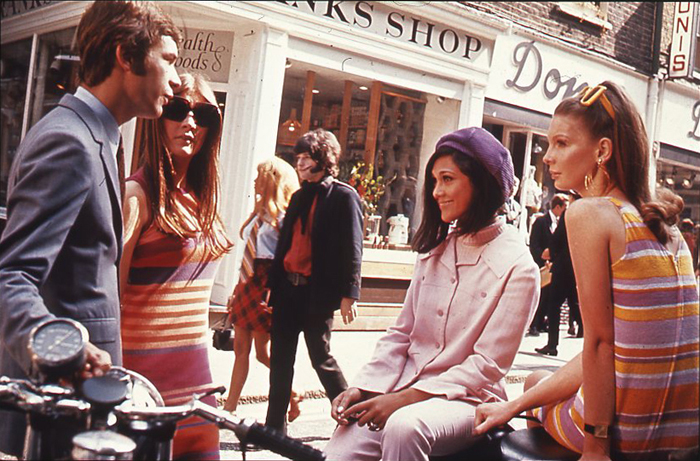
Swinging London, Carnaby Street, 1966

La minifaldilla és sens dubte la revolució més gran de la moda als anys 1960. Atrets pels ídols musicals, les joves comencen a portar faldilles molt curtes que escandalitzen la societat. Moda vinguda del Regne Unit, s'imposa a la resta del món. L'escàndol és visible, massa cuixa a la vista i malgrat les crítiques la minifaldilla s'imposa en la vestimenta fins avui dia. A l'època associacions varen formar-se per defensar la minifaldilla davant l'expectació negativa que va generar. L'altra gran novetat són els colors plàstics llampants que porta la joventut de manera general. El tallat de cabells i les sandàlies també són força trencadors. Homes i dones decideixen portar cabell curt, en forma de copa, pintats o no. Les dones acostumen a portar el vestit-abric amb un cinturó gran i ben llampant al bell mig. Els homes, en canvi, refereixen l'estil The Who. Els dissenyadors de moda utilitzen els famosos per vendre i funciona. L'home adopta de cop i volta un vestit-abric força semblant al femení, però sense mànigues perquè surti la roba interior de color més fosc, contrastant amb els colors llampants de l'exterior. S'utilitza la cremallera per primer cop, el coll i el cinturó igual d'enorme i visible que el femení.

### Art
- Fluxus
- Happening
- Videoart
- Bodyart
- Art natura
- Environment
- Pop art
- Performance

### Música
- John Coltrane (A Love Supreme)
- Beatles (Revolver)
- Beatles (Sgt. Pepper's Lonely Hearts Club Band)
- The Beach Boys (Pet Sounds)
- Jimi Hendrix (Are You Experienced)
- Bob Dylan (Highway 61 Revisited)
- Bob Dylan (Blonde on Blonde)
- The Doors (The Doors)
- Rolling Stones (Let It Bleed)
- Led Zeppelin (Led Zeppelin II)
- The Who (Tommy)
- Beatles (White Album)
- Ray Charles (Modern Sounds In Country And Western)
- Frank Zappa (Hot Rats)
- Creedence (Green River)
- Beatles (Sgt Peppers Lonely Hearts Club Band)
- Cream (Whells Of Fire )
- Elvis Presley (Elvis Is Back!)
- Iron Butterfly (Heavy)
- The Doors (The Soft Parade)
- The Everly Brothers (It's Everly Time)
- The Mamas and The Papas (California Dreamin')
- The Beach Boys (Surfin' USA)
- Jimi Hendrix (Electric Ladyland)
- The Band (The Band)
- Chuck Berry (St Louis To Liverpool)
- Jefferson Airplane (Surrealistic Pillow)
- The Who (The Who Sings My Generation)
- Santana (Santana)
- The Byrds (Mr. Tambourine Man )
- Elvis Presley (From Elvis To Memphis)
- Frank Zappa (Freak Out!)
- Neil Young & Crazy Horse (Everybody Knows This Is Nowhere)
- The Doors (Strange Days)
- Yardbirds (Having A Rave Up With The Yardbirds)
- Beatles (Help!)
- Simon and Garfunkel (Sounds of Silence)

## Persones rellevants

### Líders mundials i polítics
- República Popular de la Xina: Mao Zedong
- URSS: Nikita Khrusxov, Leonid Bréjnev
- Estats Units: Dwight D.Eisenhower, John F. Kennedy, Lyndon B. Johnson i Richard Nixon
- Espanya: General Franco
- França: Charles de Gaulle
- Alemanya: Konrad Adenauer, Ludwig Erhard, Kurt Georg Kiesinger
- Vaticà: Joan XXIII i Pau VI
- Índia: Jawaharlal Nehru, Lal Bahadur Shastri, Indira Gandhi
- Regne Unit: Elisabet II, Harold Mcmillian i Harold Wilson
- Corea del Nord: Kim Il-sung
- Cuba: Fidel Castro

### Artistes
- The Rolling Stones
- The Beatles
- Joan Baez
- Bob Dylan
- Jim Morrison
- Raimon
- P. Ramlee
- Joan Fuster
- Aretha Franklin

### Esportistes
- Tennis: Manolo Santana